# Athina Rachel Tsangari

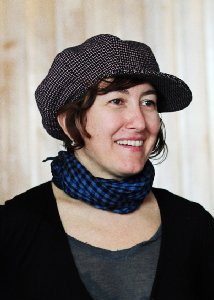
Athina Rachel
Tsangari (2010)

Athina Rachel Tsangari (griechisch Αθηνά Ραχήλ Τσαγγάρη, * 2. April 1966 in Athen) ist eine griechische Schauspielerin, Filmregisseurin und -produzentin, die vor allem durch ihre Zusammenarbeit mit dem Regisseur und Produzenten Giorgos Lanthimos sowie ihren 2010 entstandenen Film Attenberg bekannt wurde.

## Leben
Nach dem Schulbesuch studierte Athina Tsangari Literaturwissenschaften an der Aristoteles-Universität Thessaloniki. Ihr Studium beendete sie mit einem Bachelor of Arts (B.A. Literature). Danach ging sie in den 1990er Jahren nach New York City, wo sie ein Studium im Fach Performance an der Tisch School of the Arts der New York University absolvierte. 1991 gab sie ihr Debüt als Schauspielerin in einer Nebenrolle in Rumtreiber (Slacker) von Richard Linklater, einem Film, der heute als Klassiker des Low-Budget-Films gilt.
Danach studierte sie Regie an der University of Texas at Austin und schloss dieses Studium 1999 mit einem Masters of Fine Arts (M.F.A.) ab. In dieser Zeit drehte sie 1994 den Kurzfilm Fit. Nach Beendigung dieses Studiums widmete sie sich zunächst der Regiearbeit und gab im Jahr 2000 mit The Slow Business of Going ihr Regiedebüt bei einem Langfilm.
2003 kehrte sie erstmals wieder nach Griechenland zurück und drehte dort Videoclips für die Olympischen Sommerspiele 2004 in Athen. In der Folgezeit arbeitete sie immer wieder mit dem Regisseur und Produzenten Giorgos Lanthimos zusammen, wobei beide abwechselnd Regie führten beziehungsweise den Film produzierten.
Zunächst produzierte Athina Tsangari mit der von ihr kurz zuvor gegründeten Filmproduktionsgesellschaft Haos Films 2005 den von Lanthimos gedrehten experimentellen Film Kinetta, der beim Toronto International Film Festival Premiere feierte und heute oft als der „erste neue griechische Film“ bezeichnet wird. Nachdem sie eine weitere Zeit in Austin gelebt und gearbeitet hatte, kehrte sie 2008 abermals nach Griechenland zurück, wo sie 2009 den wieder von Lanthimos gedrehten Film Dogtooth (Kynodontas) produzierte.
Im Anschluss produzierte Lanthimos ihren international viel beachteten zweiten Langfilm Attenberg (2010). Zum Erfolg des Films trug insbesondere auch die junge französische Schauspielerin Ariane Labed bei, die in dem Filmdrama ihre erste Hauptrolle übernahm. Sie spielte eine junge Griechin, die in einer gesichtslosen Arbeiterstadt an der Küste lebt und mit der Krebskrankheit ihres Vaters und ersten sexuellen Erfahrungen konfrontiert wird. Der Part der ‚Marina‘ brachte Labed 2010 bei den 67. Internationalen Filmfestspielen von Venedig die Coppa Volpi als beste Darstellerin ein. Darüber hinaus befand sich der Film auf der offiziellen Auswahlliste für Spielfilme für den Europäischen Filmpreis 2011.
Ihre bisher letzte gemeinsame Zusammenarbeit mit Lanthimos ist der Film Alpen (2011), der im Mai 2012 in die Kinos kam. Bei diesem Film führte wieder Lanthimos Regie, während sie selbst wieder Co-Produzentin ist.
2013 spielte sie eine griechische Haushälterin namens Ariadne in Richard Linklaters Spielfilm Before Midnight. Im selben Jahr wurde sie in die Wettbewerbsjury der 63. Internationalen Filmfestspiele von Berlin berufen.
2015 feierte ihr bislang dritter Film, Chevalier, Premiere. Der Film hat einen rein männlichen Cast und handelt von sechs Männern auf einer Yacht, die aus Langeweile ein Spiel beginnen, das weder klare Regeln noch Grenzen kennt, sondern dessen Ziel es ist, herauszufinden, wer „der Beste in allem“ ist. Chevalier gewann den Preis für den besten Film auf dem London Film Festival.
2016 wurde bekannt gegeben, dass Tsangari 2017 erstmals bei den Salzburger Festspielen inszenieren wird (Lulu).
2017 wurde sie bei den 70. Internationalen Filmfestspielen von Cannes als Jurymitglied des Kurzfilmwettbewerbs und der Reihe Cinéfondation ausgewählt. Im selben Jahr wurde sie in die Academy of Motion Picture Arts and Sciences (AMPAS) aufgenommen, die jährlich die Oscars vergibt.
2018 wurde Tsangari bei den 75. Internationalen Filmfestspielen von Venedig als Jurypräsidentin der Sektion Orizzonti berufen.

## Filmografie (Auswahl)
- 1991: Rumtreiber (Slacker) (Schauspielerin)
- 1994: Fit (Drehbuch, Regie, Produzentin)
- 2000: The Slow Business of Going (Drehbuch, Regie, Produzentin)
- 2005: Kinetta (Produzentin)
- 2009: Dogtooth (Kynodontas) (Produzentin)
- 2010: Attenberg (Drehbuch, Regie, Produzentin)
- 2011: Alpen (Alpis) (Produzentin)
- 2013: Before Midnight (Schauspielerin)
- 2014: Borgia (Fernsehserie; Regie, zwei Folgen)
- 2015: Chevalier (Drehbuch, Regie)
- 2020: Trigonometry (Fernsehserie; Regie, fünf Folgen; Produzentin)
- 2024: Harvest (Drehbuch, Regie, Produzentin)

## Hintergrundliteratur
- Warum ist Griechenland ein Monster, Frau Tsangari? Im Gespräch: Athina Rachel Tsangari. In: Frankfurter Allgemeine Zeitung, Bilder und Zeiten (Z 6) vom 5. Mai 2012